# Emicocarpus fissifolius
Emicocarpus fissifolius là một loài thực vật có hoa trong họ La bố ma. Loài này được Karl Moritz Schumann & Friedrich Richard Rudolf Schlechter mô tả khoa học đầu tiên năm 1900.